# Ascarina
Ascarina is een geslacht uit de familie Chloranthaceae. De soorten komen voor in Madagaskar, het Indonesische eiland Borneo, de Filipijnen, Nieuw-Guinea, verschillende Pacifische eilanden en Nieuw-Zeeland.

## Soorten
- Ascarina coursii (Humbert & Capuron) J.-F.Leroy & Jérémie
- Ascarina diffusa A.C.Sm.
- Ascarina lucida Hook.f.
- Ascarina maheshwarii Swamy
- Ascarina marquesensis A.C.Sm.
- Ascarina philippinensis C.B.Rob.
- Ascarina polystachya J.R.Forst. & G.Forst.
- Ascarina rubricaulis Solms
- Ascarina solmsiana Schltr.
- Ascarina subfalcata J.W.Moore
- Ascarina subsessilis Verdc.
- Ascarina swamyana A.C.Sm.